# Горошихинский сельсовет
Горошихинский сельсове́т — административно-территориальная единица в Туруханском районе Красноярского края Российской Федерации, существовавшая до 2005 года.

## История
Горошихинский сельсовет существовал до 2005 года.
До 1966 года назывался Горошинско-Ангутинским сельсоветом.
28 января 2005 года Законом № 13-2925 Горошихинский сельсовет был упразднён и его населённые пункты переданы в межселенную территорию.

## Состав сельсовета
В состав сельсовета входили 2 населённых пункта:
| № | Населённый пункт | Тип населённого пункта          | Население |
| - | ---------------- | ------------------------------- | --------- |
| 1 | Ангутиха         | посёлок                         | 0         |
| 2 | Горошиха         | деревня, административный центр | 106       |

До 2002 года Горошиха являлась селом.